# República Checa nos Jogos Olímpicos de Verão da Juventude de 2010
A República Checa participou dos Jogos Olímpicos de Verão da Juventude de 2010 em Cingapura. Com uma delegação composta por 38 atletas que competiram em 16 esportes, atletas do país conquistaram uma medalha de ouro, duas de prata e três de bronze.

## Medalhistas
| Medalha | Nome               | Esporte   | Evento                       | Data         |
| ------- | ------------------ | --------- | ---------------------------- | ------------ |
| Ouro    | David Pulkrábek    | Judô      | Até 55 kg masculino          | 20 de agosto |
| Prata   | Gabriela Vognarová | Tiro      | Carabina de ar 10 m feminino | 25 de agosto |
| Prata   | Pavlína Zástěrová  | Canoagem  | Slalom K1 feminino           | 25 de agosto |
| Bronze  | Barbora Závadová   | Natação   | 200 m medley feminino        | 16 de agosto |
| Bronze  | Jaromír Mazgal     | Atletismo | Arremesso de disco masculino | 21 de agosto |
| Bronze  | Jiří Prskavec      | Canoagem  | Slalom K1 masculino          | 25 de agosto |

## Atletismo
| Evento                         | Atleta            | Qualificação | Qualificação | Final     | Final        |
| Evento                         | Atleta            | Resultado    | Posição      | Resultado | Posição      |
| ------------------------------ | ----------------- | ------------ | ------------ | --------- | ------------ |
| 100 m com barreiras feminino   | Jana Sotáková     | 13.98        | 8º (2º q1)   | 13.99     | 8º (Final A) |
| Arremesso de disco masculino   | Jaromír Mazgal    | 58,93        | 3º           | 60,31     | [ 5 ]        |
| Arremesso de martelo masculino | Jaromír Pumr      | Sem marca    | --           | 63,78     | 5º (Final B) |
| 400 m com barreiras feminino   | Nikola Řehounková | 1:02.81      | 10º (6º q2)  | 1:01.35   | 2º (Final B) |
| Salto com vara masculino       | Ondřej Honka      | 4,60         | 10º          | 4,30      | 4º (Final B) |
| 110 m com barreiras masculino  | Václav Sedlák     | 13.92        | 8º (3º q3)   | 13.87     | 7º (Final A) |
| 100 m masculino                | Zdeněk Stromšík   | 11.52        | 22º (3º q5)  | 11.45     | 3º (Final C) |

## Basquetebol
| Evento                          | Elenco                                                               | Preliminares | Preliminares                                                               | Preliminares | Classificação 9-16 | Classificação 13-16 | Disputa pelo 13º lugar | Pos. final |
| Evento                          | Elenco                                                               | Grupo        | Resultados                                                                 | Pos.         | Classificação 9-16 | Classificação 13-16 | Disputa pelo 13º lugar | Pos. final |
| ------------------------------- | -------------------------------------------------------------------- | ------------ | -------------------------------------------------------------------------- | ------------ | ------------------ | ------------------- | ---------------------- | ---------- |
| Torneio Feminino de Basquetebol | Gabriela Mervínská Michaela Vacková Michaela Vojtková Radka Brhelová | C            | MLI Mali V 33-8 BRA Brasil D 26-30 THA Tailândia V 28-26 CHN China D 19-33 | 3º           | FRA França D 24-29 | ANG Angola V 18-15  | MLI Mali V 32-12       | 13º        |

## Boxe
| Evento                | Atleta      | Preliminares               | Disputa pelo 5º lugar     | Pos. final |
| --------------------- | ----------- | -------------------------- | ------------------------- | ---------- |
| Peso pena (até 57 kg) | Jakub Chval | VEN Fradimil Macayo D 2-15 | MGL Anand Dashdorj D 6-12 | 6º         |

## Canoagem
| Evento                  | Atleta            | Tomada de tempo | Tomada de tempo | 1ª rodada                            | 2ª rodada (repescagem)                  | Oitavas-de-final                           | Quartas-de-final                            | Semi-finais                       | Final                           | Pos. final        |
| Evento                  | Atleta            | Resultado       | Pos.            | Oponente Resultado                   | Oponente Resultado                      | Oponente Resultado                         | Oponente Resultado                          | Oponente Resultado                | Oponente Resultado              | Pos. final        |
| ----------------------- | ----------------- | --------------- | --------------- | ------------------------------------ | --------------------------------------- | ------------------------------------------ | ------------------------------------------- | --------------------------------- | ------------------------------- | ----------------- |
| Velocidade K1 masculino | Jiří Prskavec     | 1:50.22         | 20º             | LTU Elvis Sutkus D 1:51.29 (bat. 4)  | FRA Guillaume Bernis D 1:52.09 (rep. 3) | Não avançou                                | Não avançou                                 | Não avançou                       | Não avançou                     | --                |
| Slalom K1 masculino     | Jiří Prskavec     | 1:29.76         | 4º              | GER Tom Liebscher V 1:29.69 (bat. 3) |                                         | CUB Renier Mora Jimenez V 1:29.58 (bat. 3) | UKR Vasyl Zelnychenko V 1:29.19 (bat. 2)    | SLO Simon Brus D 1:27.42          | FRA Guillaume Bernis V 1:28.23* | Medalha de bronze |
| Velocidade K1 feminino  | Pavlína Zástěrová | 2:02.12         | 18º             | CHN Jieyi Huang D 2:00.73 (bat. 3)   | SIN Nan Feng Wang D 2:00.02 (rep. 4)    | Não avançou                                | Não avançou                                 | Não avançou                       | Não avançou                     | --                |
| Slalom K1 feminino      | Pavlína Zástěrová | 1:39.39         | 4º              | MAR Kawtar Rimi V 1:38.05 (bat. 3)   |                                         | POR Christina Pedroso V 1:39.88 (bat. 3)   | CAN Jazmyne Denhollander V 1:37.31 (bat. 4) | AUT Viktoria Wolffhardt V 1:37.02 | AUS Jessica Fox D 1:40.79       | Medalha de prata  |

* Disputa pelo bronze

## Ciclismo
| Equipe                    | Prova             | Corta-mato | Corta-mato | Contra-relógio | Contra-relógio | BMX  | BMX   | Estrada masculino[n1] | Pontos | Pos. final |
| Equipe                    | Prova             | Fem.       | Masc.      | Fem.           | Masc.          | Fem. | Masc. | Estrada masculino[n1] | Pontos | Pos. final |
| ------------------------- | ----------------- | ---------- | ---------- | -------------- | -------------- | ---- | ----- | --------------------- | ------ | ---------- |
| Equipes mistas combinadas | Daniel Veselý     |            | 50         |                |                |      |       | 72 - 5 = 67[n2]       | 243    | 8º         |
| Equipes mistas combinadas | Jakub Hladík      |            |            |                |                |      | 50    | 72                    | 243    | 8º         |
| Equipes mistas combinadas | Karolína Kalašová | 1          |            | 5              |                | 40   |       |                       | 243    | 8º         |
| Equipes mistas combinadas | Matěj Lasák       |            |            |                | 30             |      |       | 72                    | 243    | 8º         |

↑  Na prova de estrada apenas a melhor pontuação foi considerada.

↑  5 pontos foram deduzidos porque todos os três ciclistas acabaram a corrida.

## Esgrima
| Evento                       | Atleta                | Qualificação | Qualificação | Oitavas-de-final                | Quartas-de-final          | Semifinais         | Final              | Pos. final |
| Evento                       | Atleta                | Oponente Resultado | Pos.         | Oponente Resultado              | Oponente Resultado        | Oponente Resultado | Oponente Resultado | Pos. final |
| ---------------------------- | --------------------- | --- | ------------ | ------------------------------- | ------------------------- | ------------------ | ------------------ | ---------- |
| Florete individual masculino | Alexander Choupenitch | USA Alexander Massialas D 1-5 HKG Nicholas Edward Choi D 0-5 DEN Alexandros Boeskov-Tsoronis V 5-3 TUR Tevfik Burak Babaoglu D 3-5 CUB Redys Prades Rosabal V 5-2 SIN Xian Shi Justin Ong V 5-1 | 7º           | CUB Redys Prades Rosabal V 15-6 | ITA Edoardo Luperi D 7-15 | Não avançou        | Não avançou        | 6º         |
| Espada individual masculino  | Ondřej Novotný        | CRC Julian Godoy V 5-4 CAN Alexandre Lyssov V 5-4 SIN Wei Hao Lim V 4-3 GER Nikolaus Bodoczi D 1-5 ROM Lucian Ciovica V 5-3 KOR Na Byeong-Hun D 3-5                                             | 5º           | SIN Wei Hao Lim D 11-15         | Não avançou               | Não avançou        | Não avançou        | 9º         |

| Evento         | Atleta                                                     | Oitavas-de-final   | Quartas-de-final              | Classificação 5-8             | Disputa pelo 5º lugar   | Pos. final |
| Evento         | Atleta                                                     | Oponente Resultado | Oponente Resultado            | Oponente Resultado            | Oponente Resultado      | Pos. final |
| -------------- | ---------------------------------------------------------- | ------------------ | ----------------------------- | ----------------------------- | ----------------------- | ---------- |
| Equipes mistas | Alexander Choupenitch (como integrante da equipe Europa 4) | Sem oponente       | Equipe Ásia-Oceania 1 D 24-30 | Equipe Ásia-Oceania 2 V 30-20 | Equipe Europa 3 V 30-29 | 5º         |

## Ginástica artística
| Atleta         | Evento                       | Qualificação | Qualificação | Final por aparelhos | Final por aparelhos | Final individual geral | Final individual geral | Final individual geral | Final individual geral | Final individual geral | Final individual geral |
| Atleta         | Evento                       | Result.      | Pos.         | Result.             | Pos.                | Barras assimétricas    | Trave                  | Solo                   | Salto                  | Total                  | Pos.                   |
| -------------- | ---------------------------- | ------------ | ------------ | ------------------- | ------------------- | ---------------------- | ---------------------- | ---------------------- | ---------------------- | ---------------------- | ---------------------- |
| Petra Hedbávná | Salto feminino               | 12.250       | 38º          | Não avançou         | Não avançou         |                        |                        |                        |                        |                        |                        |
| Petra Hedbávná | Barras assimétricas feminino | 11.600       | 24º          | Não avançou         | Não avançou         |                        |                        |                        |                        |                        |                        |
| Petra Hedbávná | Trave feminino               | 12.100       | 32º          | Não avançou         | Não avançou         |                        |                        |                        |                        |                        |                        |
| Petra Hedbávná | Solo feminino                | 11.600       | 32º          | Não avançou         | Não avançou         |                        |                        |                        |                        |                        |                        |
| Petra Hedbávná | Individual geral feminino    | 47.550       | 30º          |                     |                     | Não avançou            | Não avançou            | Não avançou            | Não avançou            | Não avançou            | Não avançou            |

## Judô
| Evento              | Atleta          | 1ª rodada                  | 2ª rodada                   | Semifinais                    | Final                                  | Pos. final |
| ------------------- | --------------- | -------------------------- | --------------------------- | ----------------------------- | -------------------------------------- | ---------- |
| Até 55 kg masculino | David Pulkrábek | ITA Fabio Basile V 100-000 | UKR Dmytro Atanov V 020-001 | ESP Pedro Rivadulla V 011-001 | UZB Mansurkhuja Muminkhujaev V 010-001 | [ 17 ]     |

## Natação
| Evento                    | Atleta            | Qualificação | Qualificação | Semifinais  | Semifinais   | Final       | Final             |
| Evento                    | Atleta            | Resultado    | Posição      | Resultado   | Posição      | Resultado   | Posição           |
| ------------------------- | ----------------- | ------------ | ------------ | ----------- | ------------ | ----------- | ----------------- |
| 200 m costas feminino     | Barbora Závadová  | 2:14.64      | 2º (1º q2)   |             |              | 2:14.16     | 5º                |
| 200 m borboleta feminino  | Barbora Závadová  | 2:18.55      | 14º (6º q3)  |             |              | Não avançou | Não avançou       |
| 200 m medley feminino     | Barbora Závadová  | 2:17.74      | 5º (1º q3)   |             |              | 2:15.36     | Medalha de bronze |
| 100 m costas feminino     | Martina Elhenická | 1:04.80      | 13º (5º q3)  | 1:05.43     | 15º (7º sf2) | Não avançou | Não avançou       |
| 200 m costas feminino     | Martina Elhenická | 2:17.86      | 11º (4º q3)  |             |              | Não avançou | Não avançou       |
| 200 m medley feminino     | Martina Elhenická | 2:21.68      | 9º (4º q3)   |             |              | Não avançou | Não avançou       |
| 100 m costas masculino    | Ondřej Palatka    | 58.86        | 17º (7º q4)a | 58.17       | 16º (8º sf1) | Não avançou | Não avançou       |
| 200 m costas masculino    | Ondřej Palatka    | 2:13.98      | 17º (6º q2)  |             |              | Não avançou | Não avançou       |
| 100 m borboleta masculino | Ondřej Palatka    | 57.41        | 23º (8º q5)  | Não avançou | Não avançou  | Não avançou | Não avançou       |

↑a  Classificou-se com a desistência do italiano Simone Geni.

## Pentatlo moderno
| Evento               | Atleta                                   | Esgrima (Espada 1 toque) | Esgrima (Espada 1 toque) | Esgrima (Espada 1 toque) | Natação (200 m livre) | Natação (200 m livre) | Natação (200 m livre) | Corrida e tiro (3000 m, pistola a laser) | Corrida e tiro (3000 m, pistola a laser) | Corrida e tiro (3000 m, pistola a laser) | Pontuação total | Pos. final |
| Evento               | Atleta                                   | Result.                  | Pos.                     | Pontos                   | Tempo                 | Pos.                  | Pontos                | Tempo                                    | Pos.                                     | Pontos                                   | Pontuação total | Pos. final |
| -------------------- | ---------------------------------------- | ------------------------ | ------------------------ | ------------------------ | --------------------- | --------------------- | --------------------- | ---------------------------------------- | ---------------------------------------- | ---------------------------------------- | --------------- | ---------- |
| Individual feminino  | Alice Lencová                            | 17                       | 1º                       | 1040                     | 2:28.99               | 20º                   | 1016                  | 14:44.43                                 | 22º                                      | 1464                                     | 3520            | 16º        |
| Individual masculino | Martin Bilko                             | 6                        | 23º                      | 600                      | 2:12.40               | 14º                   | 1212                  | 12:24.60                                 | 20º                                      | 2024                                     | 3836            | 23º        |
| Equipes mistas       | Alice Lencová e GBR Greg Longden         | 39                       | 19º                      | 750                      | 2:04.66               | 10º                   | 1304                  | 17:19.72                                 | 23º                                      | 1924                                     | 3978            | 23º        |
| Equipes mistas       | Martin Bilko e LTU Gintare Venckauskaite | 40                       | 18º                      | 760                      | 2:05.10               | 12º                   | 1300                  | 15:28.38                                 | 5º                                       | 2368                                     | 4428            | 9º         |

## Remo
| Evento                  | Atleta                | Elim.   | Elim.       | Repescagem | Repescagem  | Semifinais | Semifinais   | Final   | Final        |
| Evento                  | Atleta                | Tempo   | Pos.        | Tempo      | Pos.        | Tempo      | Pos.         | Tempo   | Pos.         |
| ----------------------- | --------------------- | ------- | ----------- | ---------- | ----------- | ---------- | ------------ | ------- | ------------ |
| Skiff simples feminino  | Kristýna Fleissnerová | 3:49.37 | 1º (bat. 4) |            |             | 3:55.02    | 4º (sf A/B2) | 3:53.38 | 3º (Final B) |
| Skiff simples masculino | Martin Slavík         | 3:34.09 | 4º (bat. 3) | 3:32.92    | 3º (rep. 1) | 3:45.13    | 3º (sf C/D1) | 3:36.91 | 4º (Final C) |

## Tênis
| Evento            | Atleta                             | 1ª rodada                                 | 2ª rodada                                  | Quartas-de-final   | Semifinais         | Final              | Pos. final |
| Evento            | Atleta                             | Oponente Resultado                        | Oponente Resultado                         | Oponente Resultado | Oponente Resultado | Oponente Resultado | Pos. final |
| ----------------- | ---------------------------------- | ----------------------------------------- | ------------------------------------------ | ------------------ | ------------------ | ------------------ | ---------- |
| Simples feminino  | Denisa Allertová                   | INA Grace Sari Ysidora V 2-0 (6-3 e 6-2)  | TUN Ons Jabeur D 0 -2 (4-6 e 2-6)          | Não avançou        | Não avançou        | Não avançou        | --         |
| Simples masculino | Jiří Veselý (cabeça-de-chave nº 5) | ECU Roberto Quiroz V 2-1 (6-0, 3-6 e 6-3) | COL Juan Sebastián Gómez D 0-2 (6-7 e 5-7) | Não avançou        | Não avançou        | Não avançou        | --         |

| Evento            | Atleta                               | 1ª rodada                                                 | Quartas-de-final                                    | Semifinais                                                 | Final                                                     | Pos. final      |
| Evento            | Atleta                               | Oponente Resultado                                        | Oponente Resultado                                  | Oponente Resultado                                         | Oponente Resultado                                        | Pos. final      |
| ----------------- | ------------------------------------ | --------------------------------------------------------- | --------------------------------------------------- | ---------------------------------------------------------- | --------------------------------------------------------- | --------------- |
| Duplas femininas  | Denisa Allertová e MNE Mia Radulović | ROM Cristina Dinu/ TUN Ons Jabeur D 1-2 (5-7, 6-3 e 1-10) | Não avançaram                                       | Não avançaram                                              | Não avançaram                                             | --              |
| Duplas masculinas | Jiří Veselý e GBR Oliver Golding     | CHN Ouyang Bowen/ CHN Wang Chuhan V 2-1 (6-3, 3-6 e 10-6) | BIH Damir Džumhur/ CRO Mate Pavić V 2-0 (7-6 e 7-5) | PAR Diego Galeano/ VEN Ricardo Rodríguez V 2-0 (6-3 e 6-2) | RUS Victor Baluda/ RUS Mikhail Biryukov V 2-0 (6-3 e 6-1) | Medalha de ouro |

## Tênis de mesa
| Evento            | Atleta        | Preliminares | Preliminares | Preliminares | 2ª fase | 2ª fase | 2ª fase | Quartas-de-final | Semifinais  | Final       | Pos. final |
| Evento            | Atleta        | Grupo        | Confrontos | Pos.         | Grupo   | Confrontos | Pos.    | Quartas-de-final | Semifinais  | Final       | Pos. final |
| ----------------- | ------------- | ------------ | --- | ------------ | ------- | --- | ------- | ---------------- | ----------- | ----------- | ---------- |
| Simples masculino | Ondřej Bajger | E            | SRI Hasintha Arsa Marakkala V 3-2 (15-13, 11-8, 9-11, 8-11, 11-9) HKG Chung Hei Chiu D 0-3 (10-12, 5-11, 9-11) THA Tanapol Santiwattanatarm V 3-0 (11-4, 11-9, 11-6) | 2º           | BB      | TPE Hung Tzu-Hsiang D 1-3 (6-11, 6-11, 11-8, 5-11) PRK Kim Kwang-Song V 3-0 (11-8, 11-8, 11-9) BEL Emilien Vanrossomme D 2-3 (2-11, 11-9, 4-11, 11-9, 9-11) | 3º      | Não avançou      | Não avançou | Não avançou | --         |

| Evento         | Atleta                                                   | Preliminares | Preliminares | Preliminares | Torneio de consolação          | Torneio de consolação   | Pos. final |
| Evento         | Atleta                                                   | Grupo        | Confrontos | Pos.         | 1ª rodada                      | 2ª rodada               | Pos. final |
| -------------- | -------------------------------------------------------- | ------------ | --- | ------------ | ------------------------------ | ----------------------- | ---------- |
| Equipes mistas | Ondřej Bajger e BLR Katsiaryna Baravok (Equipe Europa 5) | D            | KOR Coreia do Sul D 0-3 (1-3, 1-3, 0-3) Intercontinental 4 V 3-0 (3-1, 3-0, 3-0) HUN Hungria D 1-2 (0-3, 0-3, 3-1) | 3º           | SRI Sri Lanka V 2-0 (3-2, 3-2) | Intercontinental 2 V WO | 17º        |

## Tiro
| Evento                        | Atleta             | Qualificação | Qualificação | Qualificação | Qualificação | Qualificação | Qualificação | Qualificação | Qualificação | Final       | Final       | Final       | Final       | Final       | Final       | Final       | Final       | Final       | Final       | Final       | Final       | Final            |
| Evento                        | Atleta             | 1            | 2            | 3            | 4            | 5            | 6            | Total        | Pos.         | 1           | 2           | 3           | 4           | 5           | 6           | 7           | 8           | 9           | 10          | Total final | Total       | Pos. final       |
| ----------------------------- | ------------------ | ------------ | ------------ | ------------ | ------------ | ------------ | ------------ | ------------ | ------------ | ----------- | ----------- | ----------- | ----------- | ----------- | ----------- | ----------- | ----------- | ----------- | ----------- | ----------- | ----------- | ---------------- |
| Carabina de ar 10 m feminino  | Gabriela Vognarová | 99           | 98           | 100          | 100          |              |              | 397          | 2º           | 9.9         | 10.0        | 9.5         | 9.9         | 10.6        | 10.1        | 10.5        | 10.3        | 10.0        | 10.8        | 101.6       | 498.6       | Medalha de prata |
| Pistola de ar 10 m masculino  | Jindřich Dubový    | 95           | 92           | 98           | 96           | 97           | 93           | 571          | 5º           | 10.5        | 10.0        | 9.7         | 9.2         | 10.0        | 10.1        | 10.2        | 10.2        | 10.3        | 8.6         | 98.8        | 669.8       | 6º               |
| Carabina de ar 10 m masculino | Petr Plecháč       | 96           | 98           | 99           | 96           | 97           | 98           | 584          | 13º          | Não avançou | Não avançou | Não avançou | Não avançou | Não avançou | Não avançou | Não avançou | Não avançou | Não avançou | Não avançou | Não avançou | Não avançou | Não avançou      |
| Pistola de ar 10 m feminino   | Šárka Jonáková     | 96           | 94           | 90           | 90           |              |              | 370          | 11º          | Não avançou | Não avançou | Não avançou | Não avançou | Não avançou | Não avançou | Não avançou | Não avançou | Não avançou | Não avançou | Não avançou | Não avançou | Não avançou      |

## Tiro com arco
| Evento               | Atleta                             | Qualificatória | Qualificatória | 1ª rodada                          | Oitavas-de-final           | Quartas-de-final   | Semi-finais        | Final              | Pos. final |
| Evento               | Atleta                             | Resultado      | Pos.           | Oponente Resultado                 | Oponente Resultado         | Oponente Resultado | Oponente Resultado | Oponente Resultado | Pos. final |
| -------------------- | ---------------------------------- | -------------- | -------------- | ---------------------------------- | -------------------------- | ------------------ | ------------------ | ------------------ | ---------- |
| Individual masculino | František Hajduk                   | 603            | 20º            | TPE Ku Yuan-Hsiang V 6-4           | RUS Bolot Tsybzhitov D 0-6 | Não avançou        | Não avançou        | Não avançou        | --         |
| Equipes mistas       | František Hajduk e BEL Zoe Gobbels |                |                | BLR Iryna Hul/ CHN Luo Siyue D 2-6 | Não avançaram              | Não avançaram      | Não avançaram      | Não avançaram      | --         |

## Triatlo
| Evento               | Triatleta                                        | Natação | Transição 1 | Ciclismo | Transição 2 | Corrida | Tempo total | Pos. |
| -------------------- | ------------------------------------------------ | ------- | ----------- | -------- | ----------- | ------- | ----------- | ---- |
| Individual masculino | Lukáš Kočař                                      | 8:54    | 0:30        | 28:28    | 0:25        | 17:40   | 55:57.33    | 6º   |
| Revezamento          | Lukáš Kočař (como integrante da equipe Europa 2) |         |             |          |             |         | 1:22:11.38  | 4º   |